# 儀間比呂志
儀間 比呂志（ぎま　ひろし、1923年3月15日 - 2017年4月11日）は、沖縄県那覇市生まれの版画家、絵本作家。主に沖縄の風土、戦争などをテーマにした作品を手がけた。口笛奏者の儀間太久実は孫。

## 略歴
- 那覇市生まれ。1946-1951年大阪市立美術館研究所で絵を学び、1970年から木版画に専念。
- 1955年 堺市展にて会頭賞受賞。
- 1956年 沖縄で第一回展。
- 1958年 行動美術展にて激励賞受賞。
- 1959年 行動美術展にて新人賞受賞。
- 1962年 『琉球風物版画集』を限定出版。
- 1966年 行動美術展にて会友賞受賞。
- 1969年『儀間比呂志版画集・沖縄』
- 1971年『ふなひき太良』(岩崎書店)刊、毎日出版文化賞受賞。
- 1972年『へこき三良』(岩崎書店)。
- 1974年『儀間比呂志の沖縄』(講談社)刊。
- 1975年『鉄の子カナヒル』(岩波書店)刊。サンケイ児童出版文化賞受賞。『赤いソテツの実』『ねずみのハーリー』刊。
- 1980年中山良彦と沖縄戦版画集『戦がやってきた』(集英社)で沖縄タイムス社芸術選賞絵画部門大賞受賞。
- 1985年新川明と絵本『りゅう子の白い旗』刊。
- 1994年版画集『儀間比呂志の沖縄』(海風社)
- 1999年絵本『沖縄のわらべうた』(沖縄タイムス社)
- 2003年絵本『南風(ぱいかじ)よ吹け～オヤケ・アカハチ物語』
- 2009年ロックバンドMONGOL800と詩画集『琉球愛歌』を出版。

## 著書
- 『琉球風物版画集』私家版　1958
- 『沖縄 版画風土記』私家版　1966
- 『ねむりむし じらぁ』福音館書店 こどものとも　1970
- 『ふなひき太良 沖縄の絵本』岩崎書店　1971
- 『へこき三良』岩崎書店　1972
- 『かえるのつなひき』福音館書店 こどものとも　1972
- 『沖縄 儀間比呂志の版画』講談社　1974
- 『赤いソテツの実』岩崎書店　1975
- 『鉄の子カナヒル』岩波書店　1975
- 『ねずみのハーリー』福音館書店　こどものとも　1975
- 『七がつエイサー』福音館書店　こどものとも　1978
- 『戦がやってきた 沖縄戦版画集』中山良彦文　集英社　1979
- 『りゅうになりそこねたハブ』福音館書店　こどものとも　1981
- 『儀間比呂志が沖縄について彫って語る本』みやざき書店　1982
- 『次良の猫 版画ミュージカル』清風堂書店出版部　1987
- 『沖縄 新版画風土記』海風社　南島叢書 1989
- 『おにとアンカンぼうず』福音館書店　こどものとも　1989
- 『赤牛モウサー 沖縄の絵本』岩崎書店　絵本の泉 1991
- 『沖縄戦 朝鮮人軍夫と従軍慰安婦 沖縄戦版画集』清風堂書店　1995
- 『マジムンのうた おきなわのえほん』ルック　1997
- 『やんばるのカメさん』福音館書店　こどものとも　1997
- 『沖縄のわらべうた 絵本』沖縄タイムス社　1999
- 『飛びアンリー 沖縄の鳥人』海風社　南島叢書 2000
- 『儀間比呂志絵本の世界 1971～2000 ニライ・カナイへの夢』海風社　南島叢書　2001
- 『琉球に上陸したジョン万次郎 絵物語』文・版画 神谷良昌原案・翻訳　沖縄タイムス社　2001
- 『エイサーガーエー おきなわのえほん』ルック　2004
- 『ツルとタケシ　沖縄いくさ物語 宮古島編』清風堂書店　2005
- 『みのかさ隊奮闘記　沖縄いくさ物語 八重山編』ルック　2006
- 『テニアンの瞳 南洋いくさ物語』海風社　南島叢書 2008
- 『津堅赤人 沖縄むかし話』文・絵 琉球新報社 2013